# Giacomo Giustiniani
Giacomo Giustiniani (né le 20 décembre 1769 à Rome, alors la capitale des États pontificaux, et mort le 24 février 1843 dans la même ville) est un cardinal italien du XIXe siècle. Il est l'oncle du cardinal Carlo Odescalchi.

## Biographie
Giacomo Giustiniani  exerce diverses fonctions au sein de la Curie romaine, notamment au Tribunal suprême de la Signature apostolique. Il quitte la prélature, vit comme laïc et voyage en Italie et en France de 1798 à 1814. Après la restauration il exerce la fonction de gouverneur de Rome en 1814 et est envoyé comme légat à Bologne en 1815.
Giustiniani est nommé archevêque titulaire de Tyr en 1817 et envoyé comme nonce apostolique en Espagne. Il est transféré au diocèse d'Imola en 1826.
Le pape Léon XII le crée cardinal  lors du consistoire du 18 décembre 1828. Le cardinal Giustiniani participe au conclave de 1829, lors duquel Pie VIII est élu pape et au conclave de 1830-1831 (élection de Grégoire XVI). Pendant ce dernier conclave, le cardinal Juan Francisco Marco y Catalán présente le véto du roi Fernando VII contre son élection.
Il devient abbé commendataire de l'abbaye de Farfa et secrétaire des mémorials. Il renonce au gouvernement de son diocèse en 1832 et est nommé préfet de la Congrégation de l'Index en 1834 et préfet de la Fabrique de Saint-Pierre en 1837. Il est camerlingue du Sacré Collège en 1842 et 1843.

## Succession apostolique
Giacomo Giustiniani a ordonné les évêques suivants :
- Cardinal Ignazio Giovanni Cadolini (1826)
- Cardinal Pietro Ostini (1827)
- Évêque Filippo Artico (it) (1840)
- Évêque Salvatore Leziroli (1842)